# Cheyenne Jackson

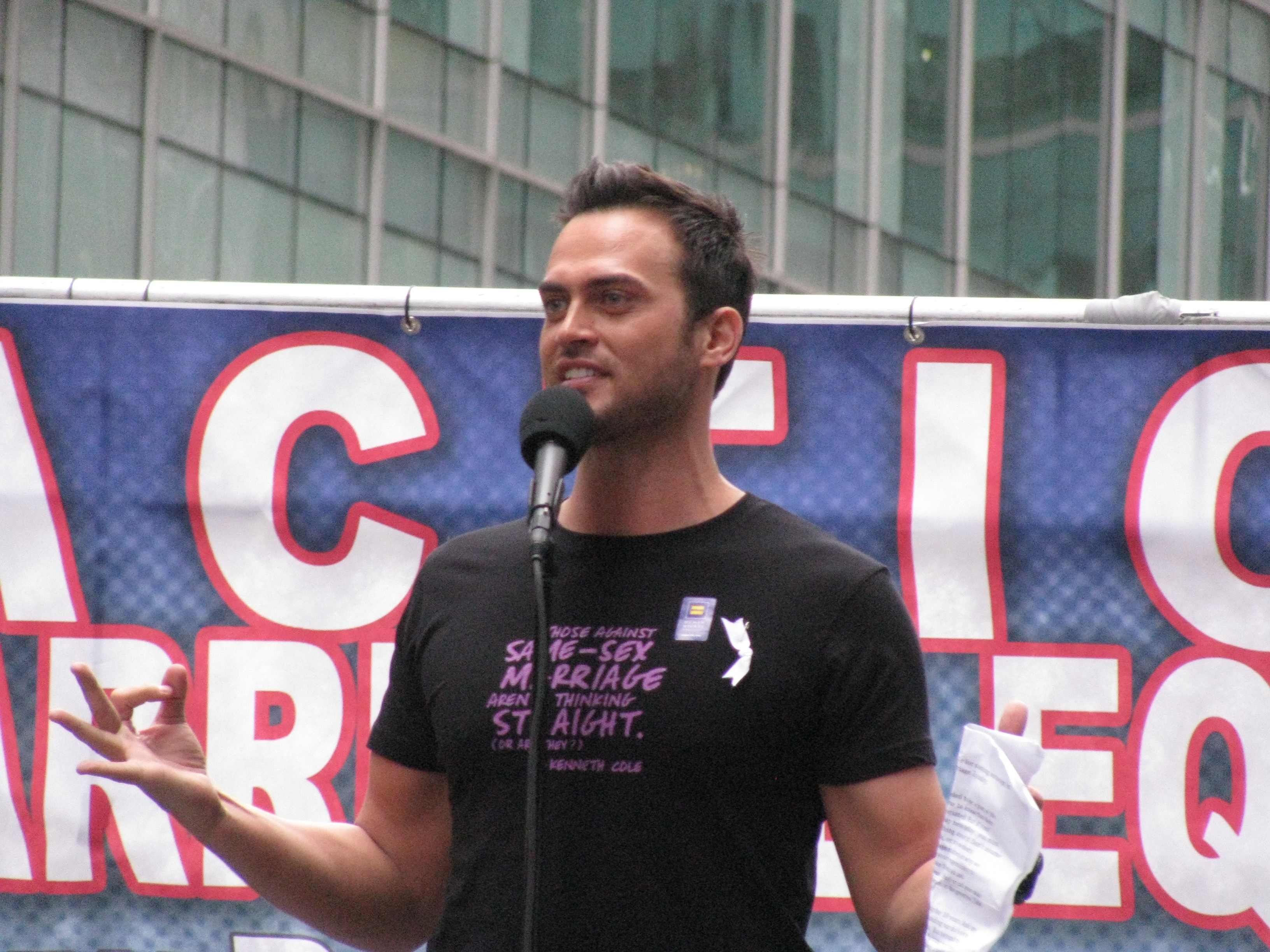
Cheyenne Jackson in 2009

Cheyenne David Jackson (Newport (Washington), 12 juli 1975) is een Amerikaans acteur en zanger.

## Biografie
Jackson is opgegroeid in een familie met vier kinderen, en werd door zijn moeder aangemoedigd te gaan zingen. In zijn tienerjaren is hij verhuisd naar Spokane (Washington) en op negentienjarige leeftijd kwam hij openlijk voor zijn homoseksualiteit uit.
In het begin van zijn carrière begon hij als achtergrondzanger voor onder andere Vanessa Williams en Liza Minnelli. Hierna heeft hij enkele singles en albums uitgebracht.
Jackson is getrouwd geweest.

## Filmografie

### Films
Uitgezonderd korte films.
- 2022 Bianca Saves Christmas - als stem
- 2021 A Clüsterfünke Christmas - als Frank
- 2021 Werewolves Within - als Devon Wolfson
- 2019 Descendants 3 - als Hades
- 2018 Hurricane Bianca: From Russia with Hate - als Boris
- 2017 Splitting Image - als Marcus
- 2017 Hello Again - als Robert
- 2016 Opening Night - als Eli Faisel
- 2016 Bear with Us - als Hudson
- 2015 Day Out of Days - als Phil
- 2015 A Beautiful Now - als David
- 2014 Open - als acteur
- 2014 Six Dance Lessons in Six Weeks - als Michael Minetti
- 2014 The One I Wrote for You - als Ben Cantor
- 2014 Lucky Stiff – als MC
- 2014 Love Is Strange - als Ted
- 2014 Beautiful Now - als David
- 2014 HR - als Tim Harcourt
- 2013 Behind the Candelabra – als Billy Leatherwood
- 2012 Mutual Friends – als Christoph
- 2012 Local Talent – als dr. Tim Brody
- 2012 Mockingbird Lane – als Steve
- 2012 Lola Versus – als Roger
- 2012 Price Check – als Ernie
- 2011 The Green – als Daniel
- 2010 Hysteria – als Scott
- 2010 It Takes a Village – als Scott
- 2008 Family Practice – als Sebastian Kinglare
- 2006 United 93 – als Mark Bingham

### Televisieseries
Uitgezonderd eenmalige gastrollen.
- 2021-2023 Call Me Kat - als Max - 53 afl.
- 2021 Hot White Heist - als Ben - 6 afl.
- 2020 Saved by the Bell - als René - 3 afl.
- 2020 Julie and the Phantoms - als Caleb Covington - 4 afl.
- 2019 Watchmen - als Hooded Justice - 3 afl.
- 2019 RuPaul's Drag Race - als officier / zichzelf
- 2018 American Horror Story: Apocalypse als John Henry Moore - 10 afl.
- 2018 American Woman - als Greg Parker - 7 afl.
- 2017 American Horror Story: Cult - als dr. Rudy Vincent - 11 afl.
- 2016 American Horror Story: Roanoke - als Sidney James - 10 afl.
- 2015 - 2016 American Horror Story: Hotel - als Will Drake - 12 afl.
- 2013 Full Circle - als Peter Barlow - 3 afl.
- 2009 – 2012 30 Rock – als Danny Baker – 12 afl.
- 2010 – 2011 Glee – als Dustin Goolsby – 3 afl.

## Theaterwerk opBroadway
- 2022 Into the Woods - als Wolf / prins van assepoester (understudy)
- 2012 The Performers – als Mandrew
- 2009 – 2010 Finian's Rainbow – als Woody Mahoney
- 2007 – 2008 Xanadu – als Sonny
- 2005 All Shook Up – als Chad
- 2002 – 2004 Thoroughly Modern Millie – als afwasser / Jimmy Smith / Mr. Trevor Graydon
- 2000 – 2004 Aida – als Radames (understudy)

## Discografie

### Albums
- 2013 Drive
- 2009 Finian's Rainbow
- 2008 The Power of Two (samen met Michael Feinstein)
- 2007 Xanadu
- 2005 All Shook Up

### Singles
- 2013 Don't Wanna Know
- 2012 Drive
- 2012 Before You

- Biblioteca Nacional de España: XX6006388
- Bibliothèque nationale de France: cb16935265h (data)
- Gemeinsame Normdatei: 1053843895
- International Standard Name Identifier: 0000 0000 4907 0625
- Library of Congress Control Number: no2005056748
- MusicBrainz: 67bd850b-55f9-4c74-865f-4acf846662b4
- Nationale Bibliotheek van Tsjechië: xx0310901
- Nationale Bibliotheek van Israël: 987007381826105171
- Réseau des bibliothèques de Suisse occidentale: 02-A024874625
- Système universitaire de documentation: 233304479
- Virtual International Authority File: 41573296
- WorldCat: E39PBJcKJXPjRfD3rXgRdC9kXd